# Lummen (Belgien)
Lummen (Limburgisch: Leume) ist eine belgische Gemeinde in der Region Flandern mit 15.320 Einwohnern (Stand 1. Januar 2024). Sie besteht aus dem Hauptort und den beiden Ortsteilen Linkhout und Meldert.
Hasselt liegt elf Kilometer südöstlich, Maastricht 37 Kilometer südöstlich und Brüssel etwa 60 Kilometer westsüdwestlich.

## Verkehr
In unmittelbarer Nähe des Ortes befindet sich das Autobahnkreuz Lummen im Schnittpunkt der A2/E 314 und der A13/E 313. Die Gemeinde hat eine eigene Autobahnabfahrt (Lummen) an der A2.
In Schulen, einem Ortsteil der benachbarten Kleinstadt Herk-de-Stad befinden sich der nächste Regionalbahnhof; weitere befinden sich unter anderem in Hasselt, Diest und Heusden-Zolder.
Maastricht Aachen Airport sowie die Flughäfen von Lüttich und Eindhoven sind die nächsten Regionalflughäfen und der Flughafen Brüssel National nahe der Hauptstadt Brüssel ist ein internationaler Flughafen.

## Wirtschaft
In Lummen befindet sich die Zentrale des Bosal-Konzerns, einem Kfz-Zulieferer mit (2010) 683 Mio. € Umsatz.

## Sehenswürdigkeiten
- Schloss Lagendal